# Vlag van Noordwijk (Zuid-Holland)

Vlag van de gemeente Noordwijk
(sinds 2020)

Vlag van de gemeente Noordwijk
(1962-2020)

De vlag van Noordwijk is op 29 september 2020 bij raadsbesluit vastgesteld als de gemeentevlag van de Zuid-Hollandse gemeente Noordwijk. De vlag bestaat uit een witte achtergrond met een zwarte klimmende leeuw met rode tong en nagels. De leeuw is op de scheiding van broeking en vlucht geplaatst. De vlag toont hetzelfde beeld als het gemeentewapen.
De vlag is ingesteld na de fusie met de gemeente Noordwijkerhout op 1 januari 2019, waarbij Noordwijk een nieuw wapen heeft gekregen. Het advies van de Hoge Raad van Adel over een nieuw in te stellen vlag is door de gemeenteraad op 29 september 2020 aangenomen.

## Eerdere vlag
De voorgaande vlag werd op 17 april 1962 bij raadsbesluit vastgesteld als gemeentevlag van de toenmalige gemeente. De vlag bestaat uit een witte achtergrond met een zwarte klimmende leeuw. De leeuw is op de scheiding van broeking en vlucht geplaatst. De vlag toont hetzelfde beeld als het toenmalige gemeentewapen.

### Verwante afbeeldingen

Wapen van Noordwijk (tot 2019)
Wapen van Noordwijk (sinds 2019)

Alblasserdam
· Albrandswaard
· Alphen aan den Rijn
· Barendrecht
· Bodegraven-Reeuwijk
· Capelle aan den IJssel
· Delft
· Den Haag
· Dordrecht
· Goeree-Overflakkee
· Gorinchem
· Gouda
· Hardinxveld-Giessendam
· Hendrik-Ido-Ambacht
· Hillegom
· Hoeksche Waard
· Kaag en Braassem
· Katwijk
· Krimpen aan den IJssel
· Krimpenerwaard
· Lansingerland
· Leiden
· Leiderdorp
· Leidschendam-Voorburg
· Lisse
· Maassluis
· Midden-Delfland
· Molenlanden
· Nieuwkoop
· Nissewaard
· Noordwijk
· Oegstgeest
· Papendrecht
· Pijnacker-Nootdorp
· Ridderkerk
· Rijswijk
· Rotterdam
· Schiedam
· Sliedrecht
· Teylingen
· Vlaardingen
· Voorne aan Zee
· Voorschoten
· Waddinxveen
· Wassenaar
· Westland
· Zoetermeer
· Zoeterwoude
· Zuidplas
· Zwijndrecht